# Tim French
Tim French (* in Cody, Wyoming) ist ein US-amerikanischer Politiker der Republikanischen Partei, der seit 2021 Mitglied im Senat von Wyoming ist.

## Leben
Tim French, der als Farmer in Heart Mountain tätig ist, war für die Republikanische Partei zwischen 2003 und 2018 18 Jahre lang Commissioner von Park County. Als Nachfolger von Hank Coe wurde er am 4. Januar 2021 Mitglied im Senat von Wyoming und vertritt dort seither den „District 18 Park County“. Während seiner Senatszugehörigkeit war er Mitglied verschiedener Senatsausschüsse sowie Sonderausschüsse der Wyoming Legislature, der Legislative des Bundesstaates Wyoming. Er ist seit Mitglied sowie seit 2025 Vorsitzender des Senatsausschusses für Landwirtschaft, staatliche und öffentliche Grundstücke und Wasserressourcen (Senate Committee on Agriculture, State and Public Lands & Water Resources). Er war ferner zwischen 2021 und 2023 Mitglied des Justizausschusses (Senate Committee on Judiciary) sowie zeitgleich Mitglied des Sonderausschusses für Wasser (Select Water Committee) und ist zudem aktuell seit 2023 Mitglied des Senatsausschusses für Einnahmen (Senate Committee on Revenue).
Aus seiner Ehe mit Becky French gingen zwei Kinder hervor.